# Габиллон, Людвиг
Иоганн Отто Людвиг Габиллон (нем. Ludwig Gabillon; 16 июля 1825, Гюстров — 13 февраля 1896, Вена, Австро-Венгрия) — немецкий придворный актёр, театральный режиссёр, театральный деятель.

## Биография
Родился в семье гугенотов, бежавших из Франции и поселившихся в Мекленбурге. В 1844 году в качестве хориста присоединился к театральной труппе в Ростоке и впервые дебютировал на театральной сцене.
В 1846 году Юлиус Мозен пригласил его в коллектив театра Ольденбургского двора.
В 1848 году перешёл в придворный театр Шверина. Позже до 1851 года служил в Кассельском государственном театре, затем до 1853 года — в Ганноверского Оперного театра.
В 1853 году Генрих Лаубе пригласил его в Венский придворный Бургтеатр. Вместе с Людвигом Дессуаром, Эмилем Девриентом и Линой Фур-Вальдау с большим успехом выступили в лондонском театре Сент Джеймс.
Играл на сцене Бургтеатра многие характерные роли, в его репертуаре было около 300 ролей. Позже стал его режиссёром. С 1875 по 1895 год Габиллон был директором Бургтеатра.
Его жена, Церлина Габиллон — актрисой того же театра, была неподражаема в ролях интриганток и элегантных светских дам.
Умер в результате инсульта.

## Память
- Его имя присвоено одной из улиц в шестнадцатом районе Вены — Оттакринг.